# José Eusebio Soriano
José Eusebio Soriano Barco (Chiclayo, 19 de abril de 1917-Buenos Aires, 22 de marzo de 2011) fue un futbolista peruano que se destacó como arquero en el fútbol de Argentina en los años 40, llegando a ser Capitán de la "Máquina" de River Plate. Falleció a los 93 años, tras permanecer internado en una clínica porteña.
Fue uno de los mejores arqueros de Sudamérica en los años 1940 y el precursor del "achique" atajando fuera del arco en una época en la que todos los guardametas actuaban solo bajo los tres palos, además poseía una muy buena ubicación y rápidos reflejos. 
Inició su carrera con el Alfonso Ugarte de Chiclín y sus buenas actuaciones lo llevaron a ser convocado por Perú para la Copa América de 1942 sin haber debutado en la Primera División. Su gran desempeño enfrentando a Argentina hicieron que Banfield lo contratara en 1942 y tras dos muy buenas temporadas finalmente recaló en River Plate, por entonces uno de los clubes más poderosos del mundo, al lado de figuras de la talla de José Manuel Moreno, Adolfo Pedernera y Ángel Labruna. Se convirtió en un referente, convirtiéndose en capitán de un cuadro plagado de estrellas. Soriano jugó 71 partidos que tendrían como punto más importante el título nacional de 1945. Es considerado uno de los mejores jugadores extranjeros de la historia del club millonario. Luego pasó por Atlanta y finalmente se retiró en 1948 a raíz de la huelga de futbolistas argentinos de aquel año.
Soriano fue reconocido como el precursor del "achique". Fue también el primero en atajar fuera del arco en una época en que todos los arqueros actuaban bajo los tres maderos. Fue, en ese aspecto, un verdadero adelantado del estilo que al poco tiempo popularizó Amadeo Carrizo y muchos años después porteros como Hugo Gatti y René Higuita.

## Biografía

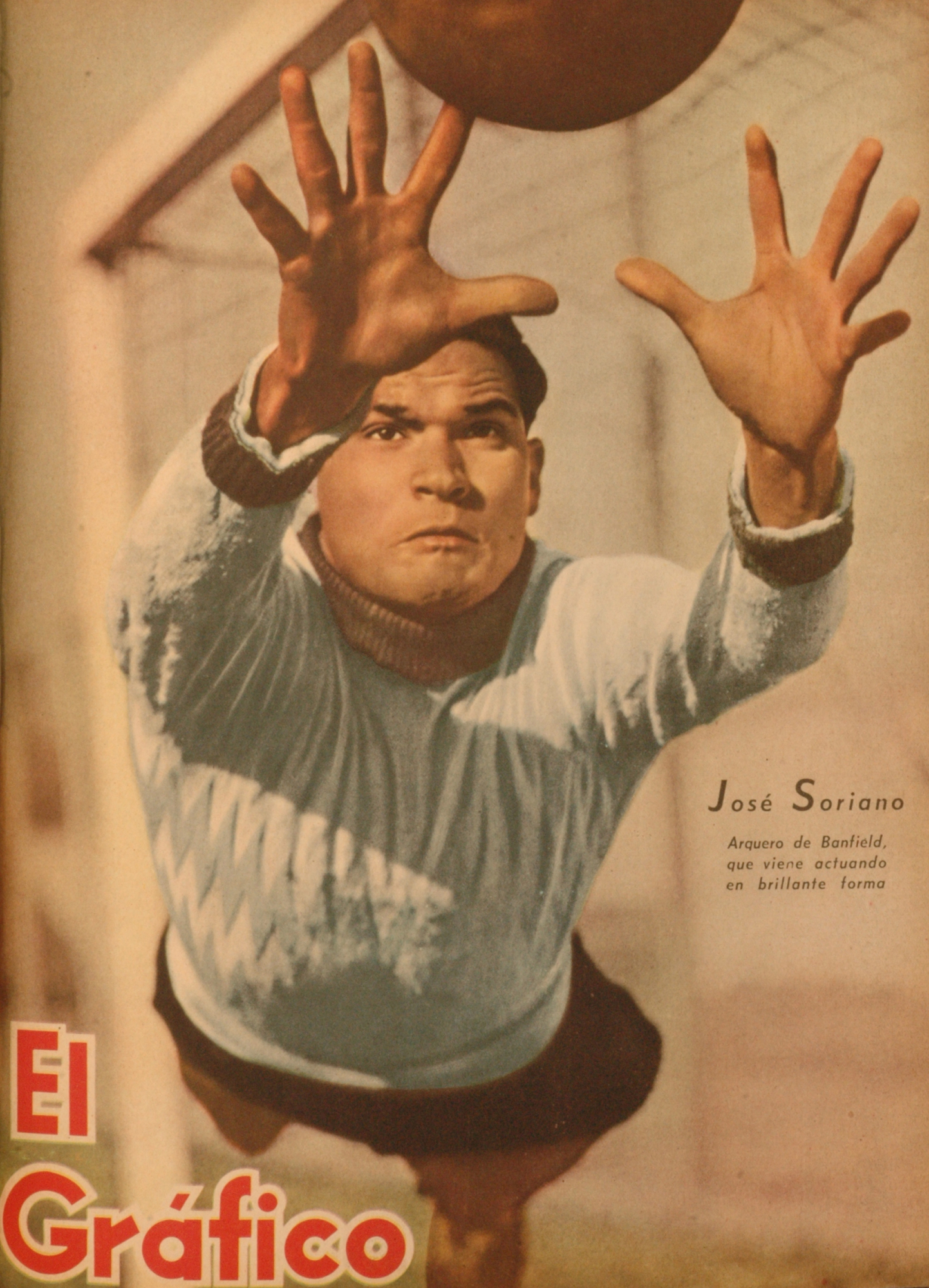
José Soriano en 1942.

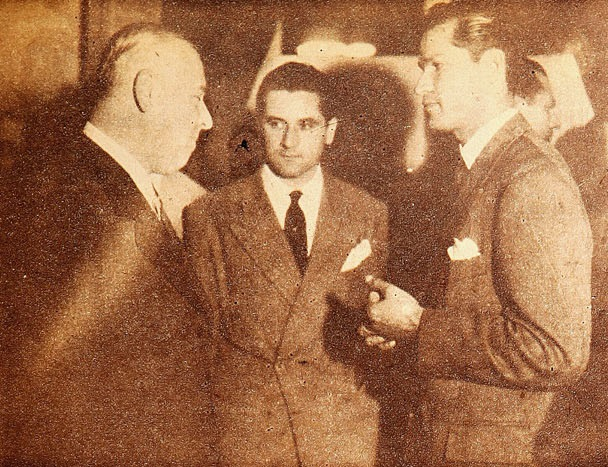
Oscar Nicolini, Adolfo Pedernera y José Soriano en 1947.

José Soriano nació el 19 de abril de 1917 en Chiclayo, Perú. Nunca se nacionalizó argentino, ni siquiera pudo obtener la residencia.  
Se inició jugando por el Alfonso Ugarte de Chiclín, equipo de la Ciudad de Trujillo apodado "Los Diablos Rojos", sus buenas actuaciones ante los mejores equipos limeños como Universitario de Deportes y Alianza Lima, lo llevaron a jugar por la Selección de fútbol del Perú sin haber debutado en Primera División. Participó en el Campeonato Sudamericano de Montevideo en 1942, una performance estupenda ante la Selección argentina de fútbol fue suficiente para provocar el interés de Banfield, un club "chico" de Argentina que siempre se agrandaba ante los "grandes" como River Plate o Boca Juniors.
En el "Taladro del Sur" Argentino actuó dos temporadas, donde sabresalió por su buena ubicación, valentía y reflejos para interceptar los peligrosos remates de los delanteros adversarios, por ello en 1944 los directivos del poderoso River Plate lo ficharon pagando al Banfield una cuantiosa suma de dinero, además de la transferencia de 3 jugadores (Vaschetto, Facheti y el arquero uruguayo Besusso).
En la famosa "Máquina" riverplatense alternó con Pedernera,  Moreno, Labruna, Loustau, "Pipo" Rossi entre otros. A pesar de las grandes figuras que actuaban en el equipo argentino, Don José Soriano impuso su jerarquía y gracias a su gran personalidad, se ganó la capitanía de los "Millonarios", era un cumplido caballero a quienes sus compañeros de equipo respetaban tanto que lo llamaban Don José. En 1945 obtuvo el campeonato argentino con el River Plate, convirtiéndose en ídolo de la hinchada. Dirigentes argentinos le pidieron que se nacionalice para jugar por la selección argentina , pero Don José no aceptó.
En 1947 junto con Adolfo Pedernera, Strembel, Higinio García y otras figuras del torneo argentino fue contratado por el Atlanta Club, que a través de millonarios contratos armó un dream team que fracasó y descendió a segunda división. Luego, abandonó el deporte activo a raíz de la huelga de futbolistas argentinos en 1948 para dedicarse a los negocios, desechando propuestas de clubes colombianos como el Millonarios, América de Cali y el Cúcuta Deportivo en la época del "Dorado colombiano". 
La crítica argentina lo identificó como El Caballero del Deporte, una distinción que ganó gracias a su conducta dentro y fuera del campo. El respeto al adversario y la hidalguía para defender los derechos de los futbolistas en desgracia fueron dos de sus mayores virtudes, fue además uno de los principales gestores de la Agremiación de Futbolistas Argentinos. 
Soriano, aún sin haber jugado en la liga peruana de fútbol es considerado uno de los mejores arqueros en la historia del fútbol de su país. Hasta hoy es recordado como uno de los futbolistas más ejemplares que ha tenido el Perú. Ha sido considerado también uno de los 10 mejores futbolistas extranjeros en la historia del club River Plate.
Falleció el 22 de marzo de 2011 en Buenos Aires, Argentina, luego de permanecer interno por varios días en el Sanatorio de la Trinidad,  a consecuencia de un accidente que le provocó la fractura de su cadera. Tenía 93 años.

## Clubes
| Club                      | País      | Año         |
| ------------------------- | --------- | ----------- |
| Alfonso Ugarte de Chiclín | Perú      | 1940 - 1942 |
| CA Banfield               | Argentina | 1942 - 1943 |
| River Plate               | Argentina | 1944 - 1947 |
| Atlanta                   | Argentina | 1947        |

## Palmarés

### Campeonatos nacionales
| Título                        | Club        | País      | Año  |
| ----------------------------- | ----------- | --------- | ---- |
| Primera División de Argentina | River Plate | Argentina | 1945 |

### Campeonatos internacionales
| Título     | Club        | País      | Año  |
| ---------- | ----------- | --------- | ---- |
| Copa Aldao | River Plate | Argentina | 1945 |

### Distinciones individuales
| Distinción                                                                                    | Año  |
| --------------------------------------------------------------------------------------------- | ---- |
| Considerado uno de los 10 mejores futbolistas extranjeros en la historia del club River Plate | 2007 |
| Incluido en el XI ideal de latinoamericanos ídolos de River Plate                             | 2016 |
| Incluido dentro de los 100 extranjeros más emblemáticos que pasaron por el fútbol argentino   | 2017 |